# Elaeoluma glabrescens
Elaeoluma glabrescens är en tvåhjärtbladig växtart som först beskrevs av Carl Friedrich Philipp von Martius, August Wilhelm Eichler och Friedrich Anton Wilhelm Miquel, och fick sitt nu gällande namn av André Aubréville. Elaeoluma glabrescens ingår i släktet Elaeoluma och familjen Sapotaceae. Inga underarter finns listade i Catalogue of Life.